# Cruz de Occitania

Cruz de Occitania.

Escudo de armas de los condes de Toulouse de principios del.

La cruz de Occitania (en occitano: crotz d'Occitània), también cruz occitana, cruz de Languedoc, cruz de Forcalquier o cruz de Tolosa, es el símbolo de Occitania. Se utilizó por primera vez como tal, probablemente, en el escudo de armas de los condes de Forcalquier en la Provenza,[cita requerida] y luego por los condes de Toulouse en el territorio tradicional de Languedoc y más tarde se extendió a otras provincias de Occitania, a saber, la Provenza, Guyenne, Gascuña, Delfinado, Auvernia y Lemosín. Una cruz occitana amarilla con fondo rojo junto a una estrella de siete puntas de oro de la Félibrige constituyen el pabellón hoy en día de Occitania. También se puede encontrar en los emblemas de Mediodía-Pirineos, Languedoc-Rosellón, Altos Alpes y el Valle de Arán, entre muchos otros, así como en cementerios y en cruceros de caminos.
La Cruz de Occitania es técnicamente descrita como "tricúspide, vacía y pometeada de oro", es decir, una cruz curvilínea cuyos brazos terminan en tres puntas, representada únicamente por su contorno y terminada en círculos rellenos. Es aún objeto de controversia entre los expertos en cuanto a si su primera aparición en Occitania fue en el Languedoc o la Provenza.